# Trebitz (Petersberg)

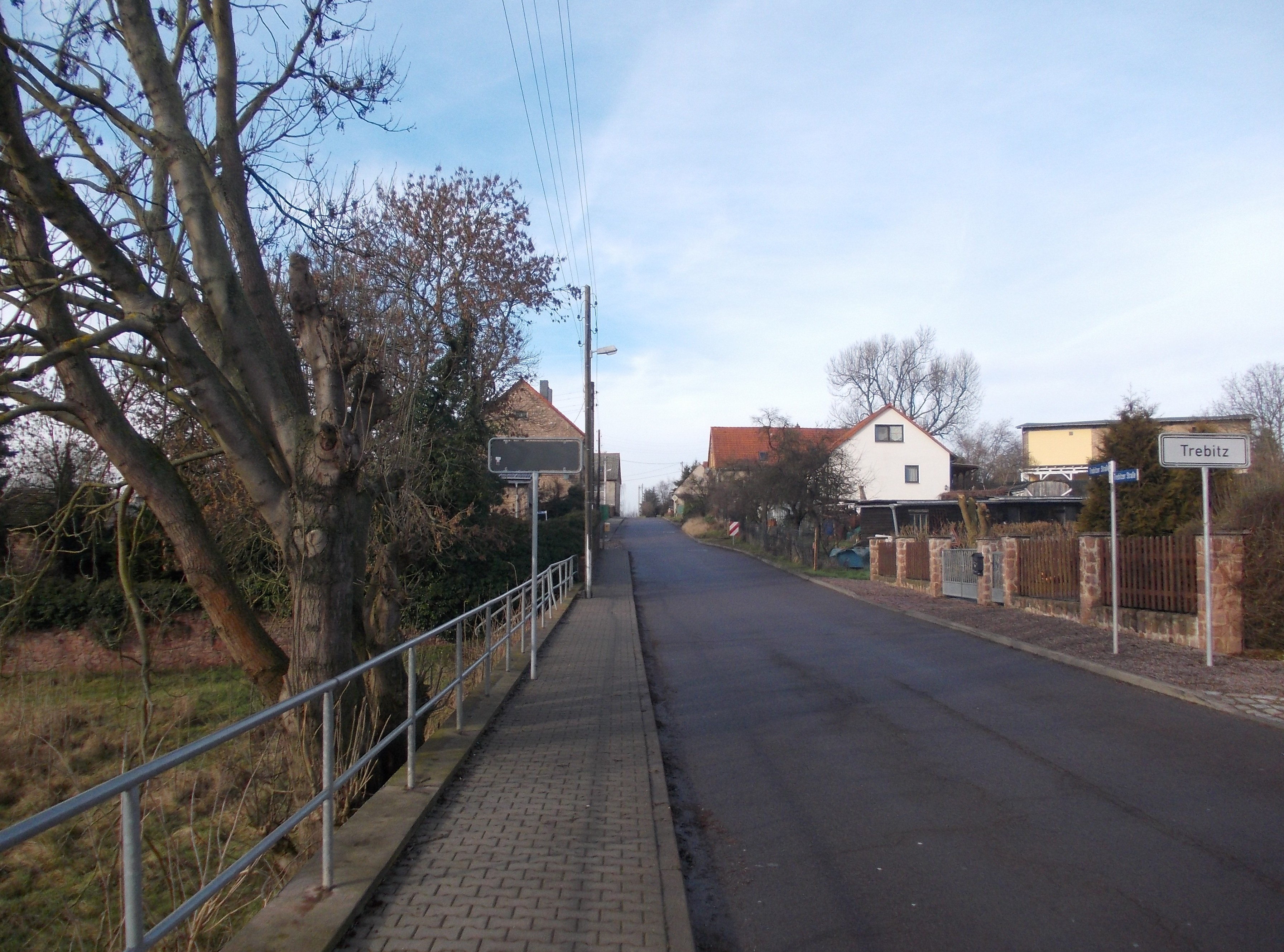
Ortseingang, 2014

Trebitz ist ein zur Ortschaft Wallwitz der Gemeinde Petersberg in Sachsen-Anhalt gehörendes Dorf.
Das Dorf liegt im Tal der Götsche, die unmittelbar südwestlich an der Ortslage entlang fließt. Trebitz schließt sich direkt nordwestlich an Wallwitz an. Westlich liegt Sylbitz, nördlich das zu Wettin-Löbejün gehörende Priester und östlich Petersberg und Frößnitz. Östlich des Orts erhebt sich der Blonsberg. Im nördlichen Teil der Ortslage befindet sich der wassergefüllte ehemalige Steinbruch Trebitz.
Trebitz zählte 245 Einwohner im Jahr 1925. Am 1. Oktober 1938 erfolgte die Eingemeindung nach Wallwitz, mit dem es später zur Gemeinde Petersberg gelangte.
Den zentralen Bereich der Ortslage nahm ein Gutshof ein, der als Dorfplatz 2–4, 6 als Denkmalbereich ausgewiesen war, jedoch Ende der 2010er Jahre abgerissen wurde. Als weiteres Denkmal ist der Friedhof Trebitz eingetragen.

## Persönlichkeiten
In Trebitz wurde der Geologe Horst Falke (1909–1994) geboren. Hans-Dieter Wesa (1943–1962), Todesopfer an der Berliner Mauer, wuchs im Ort auf.